# Монеты Авла Вителлия

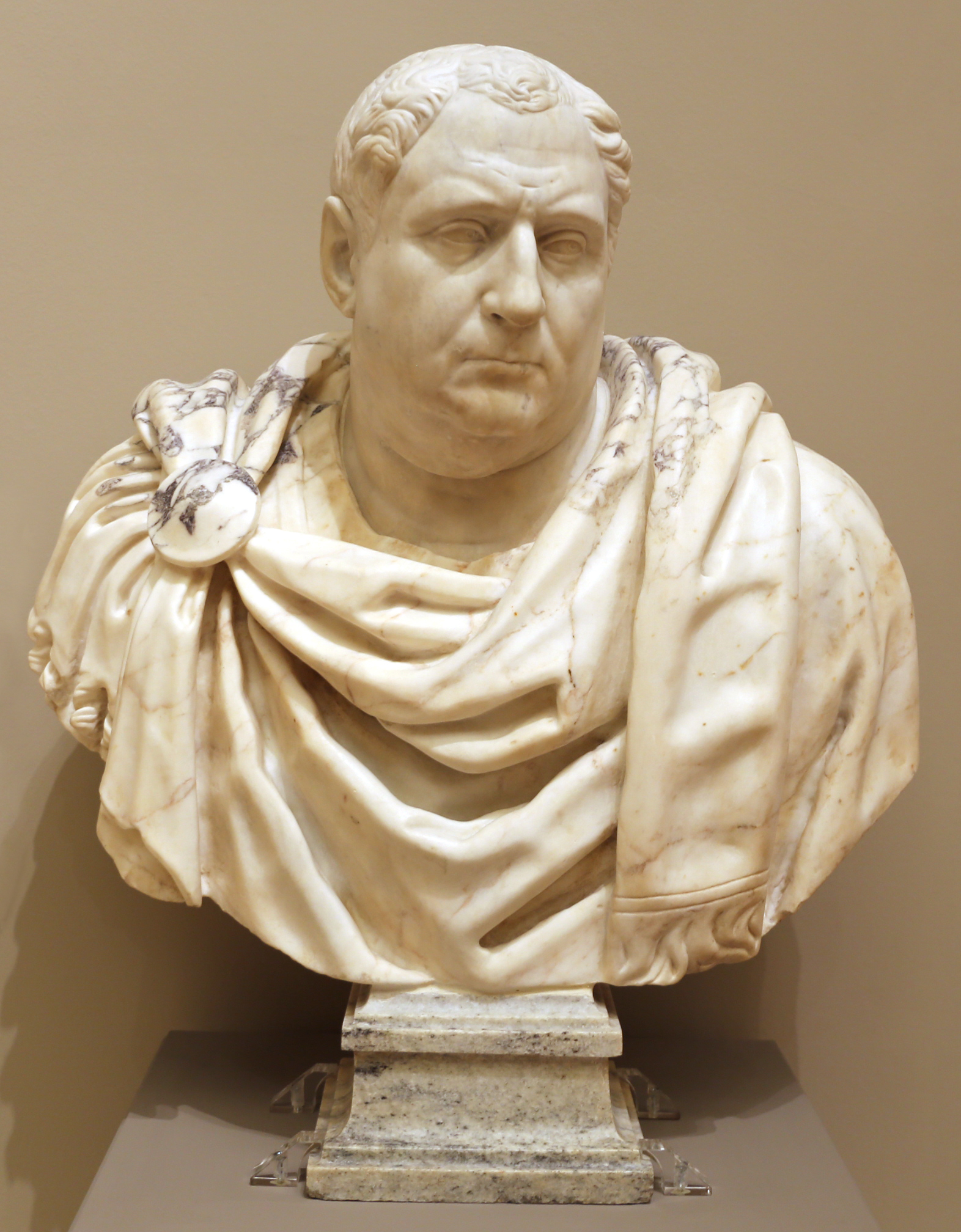
Бюст Авла Вителлия

Монеты Авла Вителлия — монеты Римской империи, чеканившиеся в период правления императора Авла Вителлия в 69 году.

## Правление Авла Вителлия
Кратковременное правление Авла Вителлия (апрель—декабрь 69 года) относится к периоду римской истории, носящему название «Год четырёх императоров».
Авл Вителлий, принадлежавший к роду Вителлиев, в 68 году был назначен императором Гальбой наместником римской провинции Нижняя Германия. В январе в провинциях Нижняя и Верхняя Германия вспыхнул мятеж, поддержанный галльскими и испанскими провинциями. Мятежники провозгласили Авла Вителлия императором. В битве при Бедриаке войска Вителлия разбили войска Отона, ставшего императором после убийства Гальбы. Отон покончил с собой, войска и сенат присягнули Вителлию.
В июле 69 года в Александрии начался мятеж, поддержанный вскоре восточными провинциями империи. Мятежники провозгласили новым императором Веспасиана. Во второй битве при Бедриаке войска Вителлия потерпели поражение и сдались, на сторону мятежников перешли провинции Галлии и Испании. Вителлий был убит во время штурма Рима.

## Имперские монеты
В период правления Вителлия в империи продолжала применяться монетная система, введённая реформой Октавиана Августа: ауреус = 2 золотых квинария = 25 денариев = 50 квинариев = 100 сестерциев = 200 дупондиев = 400 ассов = 800 семисов = 1600 квадрансов. При чеканке монет действовали весовые нормы, установленные в период правления императора Нерона.
Чеканка монет Вителлия началась ещё в начале мятежа, так как довольно быстро под его контролем оказались монетные дворы в Лугдуне и Тарраконе. После занятия Рима чеканка монет с его изображением началась и там.
В период правления Вителлия выпускались не все номиналы монет, введённые реформой Октавиана Августа. Чеканились золотые ауреусы, серебряные денарии, латунные сестерций, дупондий и асс.
На аверсе монет изображалась голова Вителлия (на различных монетах она может быть повёрнута вправо или влево) в лавровом венке. Легенда аверса содержала: имя «Авл Вителлий» (A VITELLIVS), почётное имя «Германик», принятое Вителлием в январе 69 года «по общей просьбе» солдат Верхней Германии, хотя он не одержал ни одной победы над германцами) (GERM, GERMA, GERMAN, GERMANICVS), титул «император» (IMP). На некоторых монетах указаны и другие титулы: «август» (AVG), «трибун» (Tribunicia potestas) (TR P), великий понтифик (P MAX).
В течение сравнительно непродолжительного срока правления Вителлия было выпущено несколько десятков типов монет, с разнообразными изображениями на реверсе. На монетах изображались боги: Веста, Виктория, Конкордия, Либертас, Марс, Фидес, Юпитер, Секуритас и др. Были выпущены монеты с изображениями членов семьи императора: ауреус и денарий с парным портретом сына Вителлия и дочери Вителлии, и, также ауреус и денарий — с изображением отца, Луция Вителлия, с указанием занимавшихся им должностей — консула и цензора (L VITELLIVS COS III CENS). Чеканились также монеты с изображением треножника, аквил, рукопожатия (с надписью FIDES EXERCITVVM), надписью SPQR в венке и др.
На некоторых монетах изображались события, связанные с приходом к власти Вителлия. Так, на одном из сестерциев изображена сцена встречи Вителлия в Тицине с представителями сената, на другом — император, принимающий присягу.

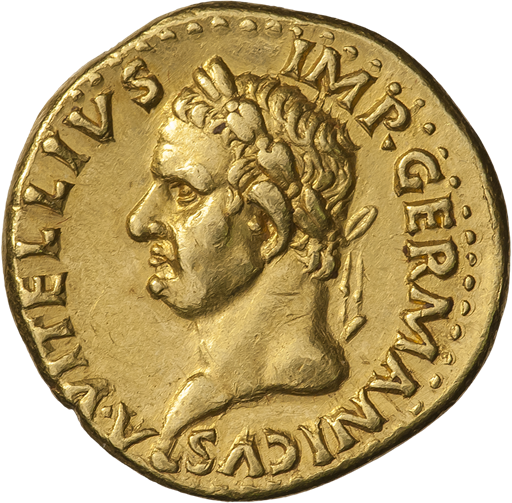
Ауреус, аверс, монетный двор — Тарракон
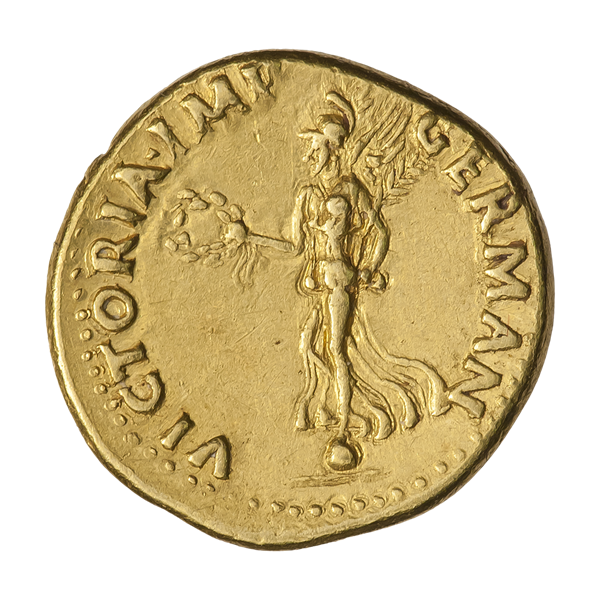
Ауреус, реверс, Виктория на шаре с венком и пальмовой ветвью
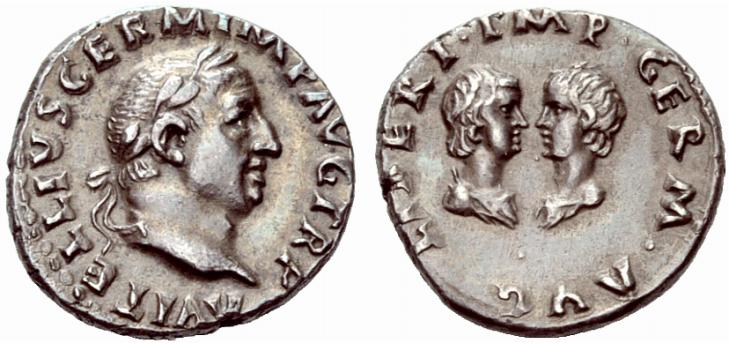
Денарий с изображением детей императора
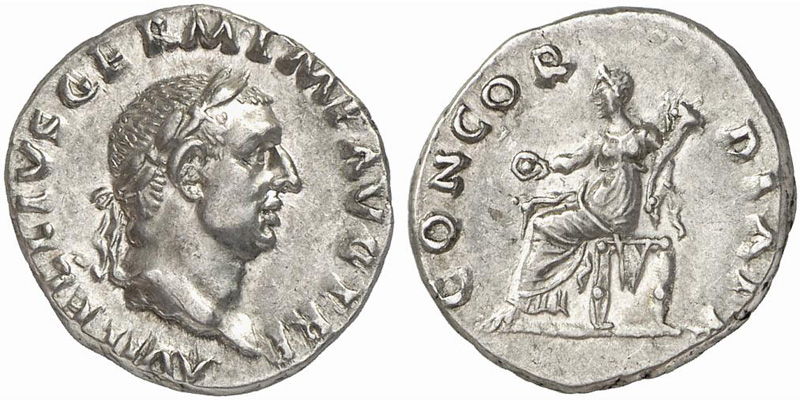
Денарий с изображением Конкордии

## Провинциальные монеты
В Римской империи, кроме имперских монет для всего государства, чеканили и провинциальные. Жёсткий контроль их выпуска со стороны Рима отсутствовал. Для них характерно использование традиционных для провинций номиналов денежных единиц, а также легенда на местном языке, а не на латыни.
В период правления Вителлия провинциальные монеты были выпущены только в двух провинциях: Египет (в Александрии) и Македония. В Египте чеканились серебряные тетрадрахмы с изображением Ники на реверсе, в Македонии — бронзовые ассы с изображением щита. Легенда на монетах обеих провинций — на греческом языке.